# 涌泉乡 (武乡县)
涌泉乡是位于武乡县西部，有个29自然村。1949年属七区。1953年设乡，后改公社，1984年复置。涌泉乡是县主要产粮区之一。有机场、22所中小学。乡人民政府驻地涌泉，在城关镇西北13公里。以泉水命名。有公路接太洛，沁县 - 武乡公路。

## 行政区划
桥头溪乡下辖以下地区：
涌泉村、西里庄村、寨上村、神前村、祁村、凹里村、坡底村、峰沟村、窑上坡村、庄头村、大沿沟村、常家垴村、蒲池村和大良村。